# Серзуха

Серзуха — река в России, протекает в Южском районе Ивановской области. Устье реки находится в 128 км по левому берегу реки Клязьма (старица). Длина реки составляет 15 км, площадь водосборного бассейна — 83,3 км².
Исток реки находится у деревни моста в заболоченном лесу в 10 км кюго-востоку от города Южа. Река течёт на запад, затем на юго-запад по ненаселённому заболоченному лесу. Впадает в боковую старицу Клязьмы выше деревни Глушицы.

## Данные водного реестра
По данным государственного водного реестра России относится к Окскому бассейновому округу, водохозяйственный участок реки — Клязьма от города Ковров и до устья, без реки Уводь, речной подбассейн реки — бассейны притоков Оки от Мокши до впадения в Волгу. Речной бассейн реки — Ока.
По данным геоинформационной системы водохозяйственного районирования территории РФ, подготовленной Федеральным агентством водных ресурсов:
- Код водного объекта в государственном водном реестре — 09010301112110000033501
- Код по гидрологической изученности (ГИ) — 110003350
- Код бассейна — 09.01.03.011
- Номер тома по ГИ — 10
- Выпуск по ГИ — 0